# Gisbertus Voetius

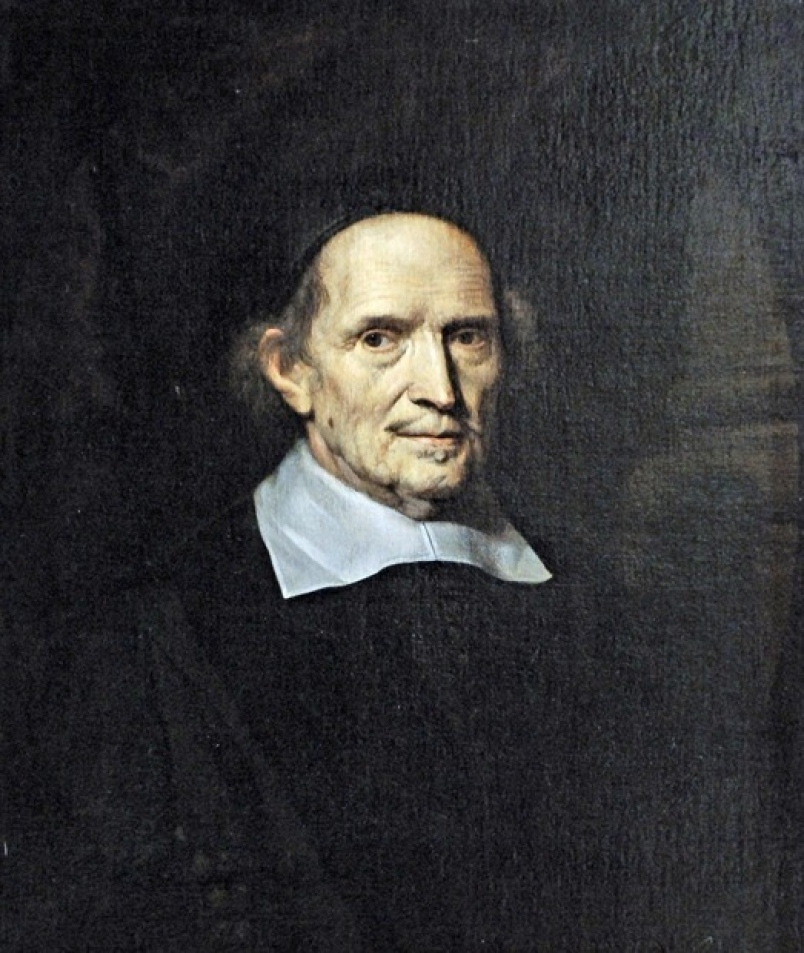
Gisbertus Voetius retratado por Nicolaes Maes.

Gisbertus Voetius, Gijsbert Voet, Gisberto Voezio, Voecio o Boecio (Heusden, 3 de marzo de 1589-Utrecht, 1 de noviembre de 1676) fue un teólogo calvinista holandés, de tendencia gomarista, uno de los principales polemistas contra los arminianos.
Estudió en la Universidad de Leiden, donde fue discípulo de Franciscus Gomarus. En 1611 se convirtió en pastor protestante de Vlijmen, volviendo a su ciudad natal en 1617, donde su hermano Didericus dirigía la escuela de latinidad. En 1619 tuvo un importante papel en el Sínodo de Dort o de Dordrecht. Asistió como capellán al ejército durante el sitio de Bolduque (1629), y tras la toma de la ciudad, organizó en ella la Iglesia reformada. En 1634 fue nombrado profesor de teología y orientalismo en Utrecht, cuya escuela fue elevada al rango de universidad (la Universidad de Utrecht) en 1636, con él como rector; con esa ocasión leyó su discurso Scientia cum pietate conjugenda, en el que abogaba por la interdependencia entre ciencia y religión. En 1637 se hizo pastor de la congregación de Utrecht, ocupando hasta su muerte la cátedra vinculada a la Catedral de San Martín de Utrecht, convertida en templo protestante.
En marzo de 1642, desde su cargo de rector de la Universidad, Voetius persuadió a las autoridades académicas de la necesidad de condenar formalmente la filosofía cartesiana y a su defensor local, Henricus Regius. Los argumentos que expuso para la prohibición de tales enseñanzas eran: en primer lugar, que se oponían al escolasticismo o aristotelismo tradicional; en segundo lugar, que el aprendizaje de los conceptos cartesianos impediría a la juventud entender la terminología escolástica; y por último que, llevada a sus últimas consecuencias, era contraria a la ortodoxia teológica.
La facultad de teología reunía a Voetius, que enseñaba dogmática, Meinardus Schotanus, que enseñaba exégesis del Antiguo Testamento, y a Carolus de Maets, que enseñaba exégesis del Nuevo Testamento. La coincidencia de puntos de vista entre los tres convirtieron a Utrecht en un bastión del calvinismo más rígido (gomarismo). Entre los alumnos más brillantes de Voetius estuvieron Anna Maria van Schurman y Jodocus van Lodenstein.
Voetius ejerció una influencia considerable sobre la doctrina y organización de la Iglesia reformada; llegándosele a dar el mote de el papa de Utrecht. Defendía una estricta ortodoxia y una rígida disciplina moral; y exigía la independencia eclesiástica frente a las autoridades locales. Se le relaciona con el pietismo, con la denominada Réformation continuée y con el puritanismo inglés. Entre las doctrinas y autores a los que combatió estuvieron el jansenismo, los remonstrantes, Henricus Regius, René Descartes (al que suponía ateo), Johannes Cocceius y Jean de Labadie. 
Fue enterrado en la iglesia de Santa Catalina de Utrecht.
Su obra, sujeta a múltiples controversias, fue defendida por la familia Voet: sus hijos Daniel Voet (erudito, 1629-1660) y Paul Voet (jurisconsulto, teólogo y escritor, 1619-1677) y su nieto Jean Voet, jurisconsulto, hijo de Paul (1647-1714). Otro escritor de la familia fue Jean-Eusèbe Voet (1705-1778).

## Obras
- Theologia practica.
- Selectae disputationes theologicae (cinco partes, Utrecht 1648-1669), enseñanzas morales para la Iglesia reformada.
- Politica ecclesiatica (1663-1667), donde trata de la vida eclesiástica en las comunidades.
- Te askètika sive exercitia pietatis (1664, publicada en 1996), manual para la vida piadosa y moral.